# Sophia Kleinherne
Sophia Kleinherne, né le 12 avril 2000 à Telgte, est une footballeuse internationale allemande, qui joue au poste de défenseure au VfL Wolfsburg. 

## Biographie

### En club
Kleinherne joue d'abord pour le SG Telgte et le BSV Ostbevern, avant de passer au pôle jeunesse du FSV Gütersloh 2009. Là, elle joue avec les juniors B en Bundesliga Ouest / Sud-Ouest et atteint la finale du championnat d'Allemagne avec son équipe en 2015 et 2016 . En 2015, elle remporte la coupe nationale des moins de 18 ans à Duisbourg avec la sélection de Westphalie. Lors de la saison 2016/17, elle fait également ses deux premières apparitions pour l'équipe féminine du FSV dans la deuxième division de la Bundesliga Nord, et marque un but. Pour la saison 2017/18, elle passe de Gütersloh au 1. FFC Francfort en 2e division de la Bundesliga Süd, en étant cependant promue au sein de la Bundesliga pendant les vacances d'hiver. Elle fait ses débuts en Bundesliga le 11 février 2018, lors d'une défaite à domicile 0-1 contre le SGS Essen. 

### En sélection
Kleinherne réalise ses débuts sous le maillot national le 28 octobre 2014, lors de la victoire 13-0 de l'équipe nationale des moins de 15 ans contre l'Écosse. Après deux matchs pour l'équipe nationale des moins de 16 ans en 2015, elle fait partie de l'équipe des moins de 17 ans en 2016, et participe au championnat d'Europe. Elle joue en Biélorussie les cinq matchs du tournoi et devient championne d'Europe grâce à une victoire aux tirs au but contre l'Espagne. Par la suite, lors de la Coupe du monde des moins de 17 ans de la même année, elle atteint les quarts de finale avec son équipe. 
Au printemps 2017, elle réalise ses débuts avec l'équipe nationale des moins de 19 ans, avec laquelle elle se qualifie pour le championnat d'Europe en Irlande du Nord. Lors de cette compétition, elle joue dans deux matches de groupe et la demi-finale perdue 1-2 contre la France. Le 18 octobre 2017, Kleinherne joue pour l'équipe nationale des moins de 20 ans pour la première fois. Lors du championnat d'Europe des moins de 19 ans 2019 en Écosse, elle mène l'Allemagne en finale en tant que capitaine, avant de s'incliner en finale contre la France. Kleinherne est nommée dans l'équipe du tournoi. 
Le 9 novembre 2019, elle fait sa première apparition en faveur de l'équipe première, lors d'un match amical contre l'Angleterre à Wembley à Londres, devant plus de 77 000 spectateurs. Kleinherne joue l'intégralité du match, que l'Allemagne remporte 2-1, en tant qu'arrière gauche.

## Palmarès

### Collectif
- Vainqueur de la Coupe régionale des moins de 18 ans 2015 (avec la sélection de Westphalie)
- Championne d'Europe des moins de 17 ans 2016
- Vice-championne d'Europe des moins de 19 ans 2019

### Sélection
- Équipe du Allemagne
  - Championnat d'Europe
    - Finaliste : 2022

### Distinctions personnelles
- Médaille Fritz Walter en bronze 2017 (meilleur joueuse de moins de 17 ans)
- Médaille Fritz Walter en argent 2018